# José Miguel Ortí Bordás
José Miguel Ortí Bordás (Tous, Valencia, 3 de febrero de 1938) es un político español.

## Biografía
Estudió Derecho en la Universidad Central de Madrid. Fue en su etapa universitaria cuando se inició en la política. Militó en las organizaciones juveniles tradicionalistas, pero ya en 1958 era delegado del Sindicato Español Universitario (SEU) en la Facultad de Derecho de la Universidad Central. En 1959 fue nombrado jefe del Departamento de Información y Prensa y director del Gabinete de Estudios Sindicales del SEU. En 1962 era ya director del Gabinete de Estudios Sindicales de la Jefatura Nacional del SEU. En 1963 fue nombrado Inspector Nacional de Asociaciones del Movimiento y en 1964 jefe nacional del SEU. Entre 1969 y 1971 fue vicesecretario general del Movimiento Nacional y procurador en Cortes. En los estadios finales del franquismo, Ortí Bordás perteneció a una de las corrientes reformistas de la dictadura, la conocida como los "azules" (junto con personajes de relevancia durante la Transición como Rodolfo Martín Villa, Gabriel Cisneros, Marcelino Oreja, Miguel Primo de Rivera o Fernando Ybarra).
De 1974 a 1976 fue designado presidente del estatal Banco de Crédito Industrial y en 1976-1977 Subsecretario de Gobernación. En las elecciones generales españolas de 1977 fue cabeza de lista de la Candidatura Independiente de Centro por la provincia de Castellón, obteniendo un escaño. Al constituirse las cámaras, se integró en la UCD, y cuando esta se desintegró, en AP. En las elecciones a las Cortes Valencianas de 1983 y 1987 fue elegido diputado autonómico. En 1986 fue designado senador por la Comunidad Valenciana por Coalición Popular y después por el Partido Popular hasta 1996, cuando dimitió y se retiró de la política. De 1997 al 2003 fue presidente de la Empresa Nacional de Autopistas, de titularidad pública, puesto para el que fue designado por Rodrigo Rato.